# Computronium
Computronium is een hypothetisch materiaal, voor het eerst beschreven door Norman Margolus en Tommaso Toffoli van het Massachusetts Institute of Technology en bestemd om door computers te gebruiken als programmeerbare materie om ieder voorstelbaar voorwerp te kunnen maken.
Het refereert ook aan een bepaalde voorstelling van materie, optimaal bewerkt om als substraat voor computers te dienen.
In de Hitchhiker's Guide to the Galaxy boeken van Douglas Adams is de hele Aarde voorgesteld als een computer, ontworpen om het antwoord te vinden op de zin van het leven.
De uitvinder en futuroloog Ray Kurzweil verwacht dat na de technologische singulariteit eerst de materie van de Aarde, dan de andere hemellichamen van het zonnestelsel (inclusief de Zon) en vervolgens de rest van het heelal wordt getransformeerd in computronium omdat dit (waarschijnlijk) de optimale behuizing van een 'superintelligentie' zal zijn.